# 144e division de fusiliers motorisés de la Garde
Pour les articles homonymes, voir 144e division.
La 144e division de fusiliers motorisés de la Garde (en russe : 144-я гвардейская мотострелковая дивизия, abrégé en 144 гв. мсд), de son nom complet la 144e division de fusiliers motorisés de la Garde Ielninskaïa des ordres du Drapeau rouge et de Souvorov (144-я гвардейская мотострелковая Ельнинская Краснознамённая, ордена Суворова дивизия) est une grande unité de l'Armée de terre russe (n° d'unité 23060).
La division reprend les traditions de plusieurs unités soviétiques successives : la 32e division de fusiliers (en) (première formation) de l'Armée rouge, formée pour la première fois en 1922 et renommée la 29e division de fusiliers de la Garde en 1942 après ses actions lors de la bataille de Moscou pendant la Seconde Guerre mondiale. Après la guerre, l'unité est stationnée dans la RSS d'Estonie et renommée 36e division mécanisée de la Garde en 1946, puis 36e division de fusiliers motorisés de la Garde en 1957. Pour perpétuer la lignée de la 8e division de fusiliers motorisés de la Garde (en) dissoute, la 36e reprend sa dénomination et adopte son histoire en 1960. Lorsque la 8e division de fusiliers motorisés de la Garde est transférée en Asie centrale en 1967, la 144e division de fusiliers motorisés est formée à Tallinn pour la remplacer, et renommée 144e division de fusiliers motorisés de la Garde pour hériter des traditions de la 36e division de la Garde plus tard cette année-là.
Après le retrait des troupes soviétiques des pays baltes à la suite de la dissolution de l'Union soviétique, la division devient une partie des forces terrestres russes et est déployée à Ielnia, où elle est réduite à une base de stockage en 1993, avant sa dissolution au milieu des années 2000. Dans le cadre d'un renforcement militaire russe au milieu des années 2010, la division est reformée sous le nom de 144e division de fusiliers motorisés en 2016 à Ielnia, et renommée 144e division de fusiliers motorisés de la Garde pour devenir l'unité successeur officielle de l'ancienne formation du même nom en 2018.

## Seconde Guerre mondiale
La 32e division participe à la bataille de Moscou au cours de laquelle elle recevra le titre de 29e division de fusiliers de la Garde par le haut commandement soviétique. Son 17e régiment de fusiliers reçoit l'ordre du Drapeau rouge. Trois autres régiments reçoivent de nouvelles numérotations d'unités de la Garde : les 87e, 90e et 93e régiments de fusiliers. En octobre 1944, la dorénavant 29e division est déplacée dans la région de la Baltique et est la première unité soviétique de ce type à Riga. Elle achève la guerre au sein de la 10e armée de la Garde, toujours dans la région de la Baltique.

## Guerre froide
La 29e division est transformée en 36e division mécanisée de la Garde en juillet 1946, stationnée à Rakvere en République socialiste soviétique d'Estonie. Elle est constituée des 113e, 114e et 115e régiments mécanisés de la Garde, du 81e régiment de chars et d'automoteurs, du 87e régiment de chars et d'automoteurs lourds, du 79e bataillon de chars d'entraînement, du 142e bataillon motocycliste, du 14e régiment d'artillerie de la Garde et d'autres unités de soutien. Le 114e régiment est dissous le 15 février 1947 et remplacé par le 254e régiment mécanisé de la Garde (ex-254e régiment de fusiliers de la Garde de la 56e division de fusiliers de la Garde).
La division est renommée 36e division de fusiliers motorisés de la Garde le 25 juin 1957, à Klooga. Trois ans plus tard, le 23 juin 1960, la division est dissoute en étant rebaptisée 8e division de fusiliers motorisés de la Garde (en).
Le 18 février 1967, la 144e division de fusiliers motorisés est formée à Tallinn, en RSS d'Estonie, dans le district militaire de la Baltique, en remplacement de la 8e division de fusiliers motorisés de la Garde, qui est sur le point d'être transférée à Frounze, en RSS du Kirghizistan. Dix mois plus tard, le 23 décembre 1967, la division reçoit les traditions, les honneurs et les récompenses de la 36e division de fusiliers motorisés de la Garde, qui a été dissoute en 1960. Elle est donc rebaptisée 144e division de fusiliers motorisés de la Garde.
Sa composition en 1970 comprend :
- 254e régiment de fusiliers motorisés de la Garde (Tallinn, RSS d'Estonie) - de la 8e division de fusiliers motorisés de la Garde
- 482e régiment de fusiliers motorisés (Klooga, RSS d'Estonie)
- 488e régiment de fusiliers motorisés (Klooga, RSS d'Estonie)
- 228e régiment de chars (Keila, RSS d'Estonie)
- 450e régiment d'artillerie (Klooga, RSS d'Estonie)
- 1259e régiment d'artillerie anti-aérienne (Klooga, RSS d'Estonie)

## Service dans les forces terrestres russes
Après la chute de l'Union soviétique, l'unité est retirée à Ielnia, dans l'oblast de Smolensk, dans le district militaire de Moscou et est réorganisé en 4944e base de stockage d'armes et d'équipements. Il est prévu qu'en cas de crise, l'unité sera capable d'être redéployée avec l'effectif complet de la division. La 4944e base est dissoute en 2007.
La 144e division de fusiliers motorisés est reformée en 2016 au sein de la 20e armée combinée de la Garde. Par décret du président russe Vladimir Poutine du 30 juin 2018, elle hérite des traditions de la 29e division de fusiliers de la Garde et de ses successeures.
Sa composition déclarée en 2020 comprend :
- QG, à Ielnia[15],[16] ;
  - 1259e bataillon indépendant d'artillerie antichar, à Ielnia ;
  - 148e bataillon de reconnaissance, unité n° 23872, à Smolensk ;
  - 673e bataillon de missiles antiaériens ;
  - 340e bataillon du génie, à Ielnia ;
  - 686e bataillon de transmissions, à Smolensk ;
  - 1032e bataillon de soutien matériel, à Potchep dans l'oblast de Briansk ;
  - 150e bataillon médical, à Potchep ;
  - une compagnie de guerre électronique ;
  - une compagnie de défense NBC ;
- 59e régiment de chars de la Garde Lublinski (« de Lublin ») des ordres du Drapeau rouge en double, de Souvorov et de Koutouzov, à Ielnia[17] ;
- 254e régiment de fusiliers motorisés de la Garde nommé d'après « Alexandre Matrossov », no 91704, à Zaïmichtche près de Klintsy dans l'oblast de Briansk ;
- 283e régiment de fusiliers motorisés, à Ielnia ;
- 488e régiment de fusiliers motorisés de la Garde[18] Simferopolski (« de Simferopol »), des ordres du Drapeau rouge et de Souvorov, nommé d'après Sergo Ordjonikidze, no 12721, à Klintsy[19] ;
- 856e régiment d'artillerie automotrice de la Garde Kobrinski (« de Kobrine »), de l'ordre du Drapeau rouge et de Bogdan Khmelnitski[20],[21], no 23857, à Potchep (l'ordre de Bogdan Khmelnitski lui est décerné en juillet 1945).

## Invasion russe de l'Ukraine
Lorsque, le 24 février 2022, la Russie envahit l'Ukraine, l'unité est déployée dans le cadre du groupement chargé de capturer la capitale ukrainienne Kiev en envahissant l'Ukraine depuis la Biélorussie voisine. Le 488e régiment de fusiliers motorisés est identifié dans l'oblast de Kharkiv le 5 mars 2022 ; en juillet, ce régiment reçoit le statut honorifique « de la Garde ». La division aurait subi de lourdes pertes lors de la campagne de Kiev et début avril 2022, la totalité des troupes russes sont repositionnées. L'unité se retire à travers les frontières russe et biélorusse et est renforcée afin de retourner au front.
Lors de la contre-offensive ukrainienne de Kharkiv en septembre 2022, l'unité subit de nouveau de lourdes pertes. Les membres survivants de l'unité échouent dans leur objectif d'empêcher l'armée ukrainienne de traverser le fleuve Oskol. Le 23 septembre 2022, le commandant de la 144e division, le major-général Oleg Tsokov, est blessé à Svatove et évacué (il est finalement tué le 11 juillet 2023 à Berdiansk). Le 26 septembre 2022, est annoncé que la 144e division, qui disposait d'un effectif total d'avant-guerre de plus de 12 000 hommes, aurait été décimée lors de la bataille de Bakhmout, puis ses pertes remplacées,.
Le 283e régiment de fusiliers motorisés rejoint la 144e division en novembre 2023.

## Commandants
- ? - 2022 : major-général Vladimir Vitalievitch Sleptsov ;
- 2022 : major-général (puis lieutenant-général) Oleg Tsokov (blessé en septembre 2022[24])